# Silvia Saint
Silvia Saint, pseudonimo di Sylvie Tomčalová (Kyjov, 12 febbraio 1976), è un'ex attrice pornografica ceca.

## Biografia
Prima di entrare nell'industria pornografica, studiò management per due anni in un istituto di Brno. Terminati gli studi, fu prima assunta come direttrice di un albergo a Zlín e successivamente si occupò di coordinamento marketing e contabilità per un'azienda privata. Tali impieghi non erano economicamente soddisfacenti per lei, così intraprese la carriera di modella, prima posando in biancheria intima e poi nuda per delle foto softcore.
Nel 1996 fu la Pet of the Year dell'edizione ceca della rivista Penthouse. Nel 1997, incoraggiata dal fidanzato, ha partecipato a un'audizione per una casa di produzione statunitense di film pornografici. Tra le tante ragazze presenti, fu l'unica a essere scelta e accettò il lavoro. Il suo primo film fu Lee Nover 2 - Search for the Perfect Breast, diretto dal regista Frank Thring. Lo stesso Thring la segnalò alla casa di produzione europea Private Media Group per la quale la Saint girerà la maggior parte dei suoi primi film in Europa. In seguito si trasferì per più di tre anni negli Stati Uniti, dove la sua carriera di attrice pornografica continuò con successo.
Nel 2001, dopo la fine della sua relazione con l'attore pornografico Mr. Marcus, ha annunciato di essere incinta e di avere intenzione di sposare un uomo d'affari ceco. Per tali ragioni ha anche dichiarato di volersi ritirare dalla carriera di attrice pornografica, ma successivamente ritornò a lavorare interpretando solo ruoli lesbo. In un'intervista ha dichiarato di essere eterosessuale, pur non avendo alcun problema nel copulare con altre donne.
Silvia Saint ha ricevuto il Lifetime Achievement Award al Torino Sex 2005, il secondo annuale del Delta of Venus Fair di Torino. Nel 2006, a seguito di un'azione legale, ha acquisito i diritti di uso esclusivo su internet del nome di dominio silviasaint.com, dei quali non disponeva in quanto vittima di cybersquatting.
Nel 1998 è stata la Pet of the Month del mese di ottobre per la rivista statunitense Penthouse e ha concluso la propria carriera nel 2009, dopo aver interpretato più di 250 film pornografici. Fa parte dal 2012 della Hall of Fame degli AVN Awards.

## Riconoscimenti

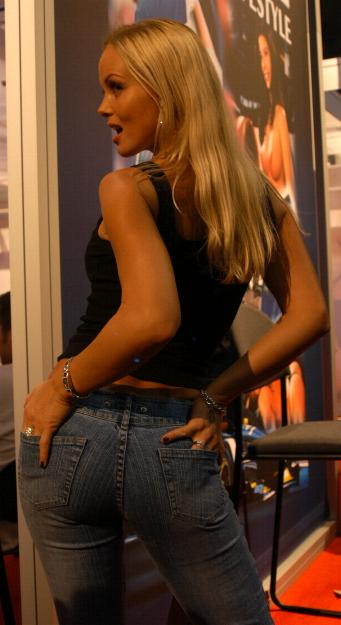
Silvia Saint nel 2009

- 1996: Penthouse Pet of the Year in the Czech edition of the magazine[13]
- 1997 People's Choice Adult Award – Best Newcomer[14]
- 1997: AVN Award Best Tease Performance[15]
- 1998 AVN Award for Best Tease Performance – Fresh Meat 4[16]
- 1998: Penthouse Pet of the Month, October[17]
- 2000: Hot d'Or Best Tease Performance[8]
- 2000 Hot d'Or – Best Tease Performance[8]
- 2000 Hot d'Or – Best European Supporting Actress – Le Contrat des Anges[18]
- 2000 FICEB00 (Festival de Cinema Eròtic de Barcelona) – Ninfa Best Lesbian Scene (con Nikki Anderson & Kate More)[8]
- 2004 FICEB04 – Ninfa Best Actress[8]
- 2005 Torino Sex – Lifetime Achievement Award[10]
- 2012 – Hall of Fame - Video Branch

## Filmografia
- Avena X-tra Edition 1 (1997)
- Butt Babes (1997)
- Butt Row Swallowed (1997)
- Double Anal Club 1 (1997)
- European Cuntinent 1 (1997)
- Fresh Meat 4 (1997)
- Gaia 1: Les Obstacles de l'Amour (1997)
- Hawaiian Ecstasy (1997)
- In Your Dreams (1997)
- Irresistible Silvie (1997)
- Italian Legacy (1997)
- Maze (1997)
- Miss Erotica (1997)
- Nackte Wahrheit (1997)
- Nasty Nymphos 17 (1997)
- Private Stories 27 (1997)
- Puritan Magazine 15 (1997)
- Rocco's Private Fantasies 1 (1997)
- Sextament (1997)
- Teeny Exzesse 49: Wilde Schwestern (1997)
- Teeny: Eine so junge Spalte ist wie ein Jungbrunnen (1997)
- Triple X 23 (1997)
- Triple X 24 (1997)
- Triple X 25 (1997)
- Triple X 27 (1997)
- Triple X 29 (1997)
- Voyeur 9 (1997)
- America's 10 Most Wanted 3 (1998)
- America's 10 Most Wanted 4 (1998)
- Big Titties of Europe 1 (1998)
- Fuck Monti (1998)
- In Search Of Awesome Pussy 1 (1998)
- Looker 1 (1998)
- Night Life in Prague (1998)
- North Pole 1: Loadman Cummith 1 (1998)
- Oversexed Video Magazine 2 (1998)
- Paris Sex (1998)
- Pickup Lines 22 (1998)
- Pickup Lines 23 (1998)
- Pickup Lines 24 (1998)
- Pickup Lines 28 (1998)
- Pirate Deluxe 1: Xtreme Desires (1998)
- Pirate Video 12: Hells Belles (1998)
- Private Castings X 10 (1998)
- Private Triple X Files 4: Janka (1998)
- Private Triple X Files 5: Silvie (1998)
- Rescue: Croce Rossa (1998)
- Rocco's Private Fantasies 2 (1998)
- Rocco's True Anal Stories 1 (1998)
- Sex Files 4 (1998)
- Silvia's Spell 1 (1998)
- Silvia's Spell 2 (1998)
- Silvia's Spell 3 (1998)
- Sodomania: Slop Shots 4 (1998)
- Video Adventures of Peeping Tom 11 (1998)
- Wild 'n Wet (1998)
- A Holes 2 (1999)
- Angel's Contract 2 (1999)
- Blondes (1999)
- California Cocksuckers 5 (1999)
- Crazy From The Heat (1999)
- Cumshot De Luxe 1 (1999)
- Dream Master (1999)
- Enjeu du desir (1999)
- Euro Angels 13: Fun Funnels (1999)
- Euro Babes 1 (1999)
- Exorcist (1999)
- Fete a Gigi (1999)
- Gang Bang (1999)
- Hotdorix (1999)
- My Girlfriend Silvia Saint (1999)
- Nineteen Video Magazine 22 (1999)
- Nineteen Video Magazine 29: Yearbook (1999)
- North Pole 7 (1999)
- Pickup Lines 38 (1999)
- Pickup Lines 40 (1999)
- PPV-529: Sybian Pantyhose 1 (1999)
- PPV-540: Sylvia Saint Pantyhose (1999)
- Private Performance 102: Teasers And Pleasers 1 (1999)
- Private Performance 106: Good Vibrations 2 (1999)
- Private Performance 107: Sylvia Saint's Encore (1999)
- Private Performance 95: Sylvia Saint (1999)
- Private Performance 99: Good Vibrations 1 (1999)
- Razza Padrona (1999)
- Sex 4 Life Too (1999)
- Sex for Life Too (1999)
- Sex Gallery (1999)
- Sodomania: Slop Shots 6 (1999)
- Striscia... la Coscia (1999)
- Sylvia Saint's Stocking Tease (1999)
- Uranus Experiment 1 (1999)
- Uranus Experiment 2 (1999)
- Uranus Experiment 3 (1999)
- Video Adventures of Peeping Tom 18 (1999)
- 100% Sylvia (2000)
- 2000 ans d'amour: Histoire du préservatif à travers les âges (2000)
- Ace in the Hole (2000)
- Adventures of Pee Man 2 (2000)
- All Natural 7 (2000)
- Art Of Seduction (2000)
- Ass Good As It Gets (2000)
- Ball Buster (2000)
- Behind the Scenes 2 (2000)
- Behind the Scenes 3 (2000)
- Behind the Scenes 5 (2000)
- Behind the Scenes 7 (2000)
- Blonds On Fire (2000)
- Call Girl (2000)
- Caught on Tape 1 (2000)
- Color Blind 10 (2000)
- Color Blind 9 (2000)
- Da New Brat (2000)
- Devoured (2000)
- Dirty Deals (2000)
- Dreaming Of Silvia (2000)
- Ecstasy Girls 1 (2000)
- Hot Bods And Tail Pipe 14 (2000)
- Hot Legs (2000)
- In the Mind of Madness (2000)
- Inside Porn (2000)
- Jill And Silvia Exposed (2000)
- Lick My Legs (2000)
- Looker 2: Femme Fatale (2000)
- Multi Angle Sex 1 (2000)
- My Plaything: Silvia Saint (2000)
- No Man's Land Interracial Edition 3 (2000)
- Passion Tales 1 (2000)
- Pickup Lines 48 (2000)
- Pickup Lines 50 (2000)
- Pickup Lines 51 (2000)
- Pirate Deluxe 11: Academy (2000)
- Pornocide (2000)
- PPV-547: Three Girl Bodystocking (2000)
- PPV-549: White Panty Action (2000)
- Private Penthouse 3: Dangerous Things 1 (2000)
- Private Penthouse 4: Dangerous Things 2 (2000)
- Private Performance 135: Sylvia Saint Returns (2000)
- Private Performance 137: Girlfriends 2 (2000)
- Private XXX 10 (2000)
- Private XXX 11: High Level Sex (2000)
- Psy-chic (2000)
- Pure Masturbations 2 (2000)
- Pussyman's International Butt Babes 2 (2000)
- Rocco's Best Butt Fucks 1 (2000)
- Rock Steady (2000)
- Saints and Sinners (2000)
- Secret World (2000)
- Sex Deluxe (2000)
- Sex Offenders 10 (2000)
- Sex Over Easy (2000)
- Silvia's Diary (2000)
- Skin Deep (2000)
- Slumber Party 14 (2000)
- Swift Picks (2000)
- Sylvia Saint (2000)
- Taped College Confessions 13 (2000)
- Understudy (2000)
- Wet Dreams 7 (2000)
- Wet Dreams 8 (2000)
- When The Boyz Are Away The Girlz Will Play 1 (2000)
- When The Boyz Are Away The Girlz Will Play 2 (2000)
- White Panty Chronicles 16 (2000)
- X Girls (2000)
- Calendar Issue 2000 (2001)
- Ecstasy Girls 3 (2001)
- Ecstasy Girls 6 (2001)
- Ecstasy Girls Raw and Uncensored 1 (2001)
- Ecstasy Girls Raw and Uncensored 2 (2001)
- Joey Silvera's All-Star Blondes 2 (2001)
- Misty Rain's Worldwide Sex 4: Sexo En Barcelona (2001)
- Mouth Wide Open (2001)
- PPV-002: Best of Private Performance Sybian Orgasms (2001)
- Private Life of Silvia Saint (2001)
- Raw 1 (2001)
- Secrets 1 (2001)
- Silvia Exposed (2001)
- Sodomania: Slop Shots 9 (2001)
- Stars (2001)
- Stringers 3 (2001)
- Stringers 4 (2001)
- Tropical Cock-Tale (2001)
- United Colors Of Ass 7 (2001)
- Voices (2001)
- 100% Blowjobs 1 (2002)
- 100% Blowjobs 2 (2002)
- 100% Blowjobs 4 (2002)
- 100% Blowjobs 5 (2002)
- 100% Blowjobs 6 (2002)
- All Fucked Up (2002)
- Cum Shot Starlets (2002)
- Ecstasy Girls Platinum 1 (2002)
- Ecstasy Girls Platinum 2 (2002)
- Ecstasy Girls Platinum 4 (2002)
- Good Girls Gone Bad (2002)
- Misty Rain's Worldwide Sex 9: European Sex Trip (2002)
- Oral Adventures of Craven Moorehead 11 (2002)
- PPV-657: Best of Pantyhose 1 (2002)
- Private Life of Wanda Curtis (2002)
- Secrets 2 (2002)
- Solitaire 1 (2002)
- Sybian Orgasms 1 (2002)
- Up For Grabs 2: Silvia Saint (2002)
- Voyeur's Favorite Blowjobs And Anals 6 (2002)
- 10 Magnificent Blondes (2003)
- 100% Blowjobs 11 (2003)
- 100% Blowjobs 12 (2003)
- 100% Interracial 1 (2003)
- 100% Interracial 2 (2003)
- 100% Masturbations 1 (2003)
- 100% Masturbations 2 (2003)
- 100% Masturbations 3 (2003)
- 3 the Hard Way (2003)
- Best of Haven (2003)
- Best of Keri Windsor (2003)
- Eye Spy: Chasey Lain (2003)
- Interracial Erotica (2003)
- Jaw Breakers 1 (2003)
- Pickup Lines 76 (2003)
- Private Life of Laura Angel (2003)
- Private Life of Lea De Mae (2003)
- Reality Porn Series 1 (2003)
- Searching For Silvia (2003)
- Stiletto Collection 2: Tits (2003)
- Sylvia Does It Again (2003)
- Zuckersusse Leidenschaft (2003)
- 100% Blondes (2004)
- All Sex 2 (2004)
- All Sex 4 (2004)
- Best by Private 59: Cum Suckers (2004)
- Dirty 30's And Lesbian 3 (2004)
- Droppin' Loads 2 (2004)
- Droppin' Loads 3 (2004)
- I Want a Big Black Dick in My Little White Hole (2004)
- Jenna Loves Threesomes (2004)
- Leg Action 1 (2004)
- Leg Sex Babes 3 (2004)
- Nuttin' Hunnies 1 (2004)
- Planet Silver 1 (2004)
- Private Life of Kate More (2004)
- Private XXX 16: Body XXX (2004)
- Private: Best of the Best, 1997-2002 (2004)
- Ripe 12: Katie Kaliana (2004)
- Silvia Saint's Private Collection (2004)
- Sorority Hazing (2004)
- Wild on These 1 (2004)
- Young Girls in Dark Territory 1 (2004)
- Young Girls in Dark Territory 4 (2004)
- Young Wet Bitches 1 (2004)
- Adventures of Pierre Woodman 10: Behind the Scenes (2005)
- Art of Kissing 2 (2005)
- Barnyard Babes (2005)
- Black Label 38: Chateau 3 (2005)
- Blondes Deluxxxe (2005)
- Chateau 1 (2005)
- Chateau 2 (2005)
- Coxxxuckers (2005)
- Doggy Style (2005)
- Euro Domination 3 (2005)
- Fetish Desires (2005)
- Fuck Club (2005)
- I Love You Ass Hole (2005)
- Lady of the Rings 1 (2005)
- Lady of the Rings 2 (2005)
- Leg Action 3 (2005)
- Leg Affair 13 (2005)
- Leg Love 1 (2005)
- Lez-Mania 1 (2005)
- Perfection: Pure Passion (2005)
- Porn Star (2005)
- Private Penthouse Greatest Moments 1 (2005)
- Private Porn Vacation: Tenerife (2005)
- Private Story Of Lucy Love (2005)
- Private Story Of Monica Sweetheart (2005)
- Robinson Crusoe On Sin Island (2005)
- Roxy Jezel's Fuck Me (2005)
- She Licks Girls 1 (2005)
- Silvia Saint's Leg Sex Friends (2005)
- Sisters (2005)
- Voyeur's Best Anal Blonde Cocksuckers (2005)
- Male Is In The Czech (2006)
- Obsession (2006)
- Silvia Saint Revealed (2006)
- XXX Toyland 1 (2006)
- Yasmine: Sex for Cash (2006)
- Girl on Girl (2007)
- I Love Silvia Saint (2007)
- Inside Peaches (2007)
- Intime Fantasie 1 (2007)
- No Man's Land Coffee and Cream 1 (2007)
- Screen Dreams 1 (2007)
- Sex Expressions (2007)
- Sex with Peaches (2007)
- Sexual Adventures of Little Red (2007)
- Tales of the Clit (2007)
- Xcalibur 2: The Lords of Sex (2007)
- Life of Tiffany (2008)
- Porn Week: Prague Pussyfest (2008)
- She Licks Girls 3 (2008)
- Teen Cuisine Too (2008)
- Burning Ice 3: Silvia Saint (2009)
- Hell Is Where the Party Is (2009)
- Secrets of a Desperate MILTF (2009)
- Adam and Eve's 40th Anniversary Collection (2011)
- Lez-Mania 2 (2011)